# Colóquios
O Teatro Popular Mirandês é uma forma de teatro realizada em Miranda do Douro, e nas zonas envolventes. As peças de teatro popular mirandês, popularmente chamadas de colóquios, ou entremeses, são representadas ao ar livre, num palco chamado de "tabulado", em dias de festa, e têm inspirações tanto religiosas como profanas.